# Laminac
Laminac is een plaats in de gemeente Štefanje in de Kroatische provincie Bjelovar-Bilogora. De plaats telt 375 inwoners (2001).